# Casa scriitorului și cineastului Vlad Ioviță (Cocieri)
Casa scriitorului și cineastului Vlad Ioviță este o clădire amplasată în Cocieri, raionul Dubăsari, Republica Moldova. Este un monument istoric de importanță națională inclus în Registrul monumentelor Republicii Moldova ocrotite de stat cu nr. 375 (raionul Dubăsari).